# Serralongue
Serralongue en francés y oficialmente, Serrallonga en catalán (['serə'ʎoŋgə] o ['serə'ʎuŋgə]), es una localidad y comuna francesa, situada en el departamento de Pirineos Orientales, región de Languedoc-Rosellón y comarca histórica del Vallespir.
Sus habitantes reciben el gentilicio de Serralongais en francés o Serrallonguí, serrallonguina en catalán.

## Demografía
| 172 | 244 | 206 | 205 | 210 | 238 |
| Para los censos de 1962 a 1999 la población legal corresponde a la población sin duplicidades (Fuente: INSEE [Consultar]) |     |     |     |     |     |

## Lugares de interés
- Priorato de Serrallonga, del siglo XII